# Ángel Villoldo
Ángel Villoldo (Buenos Aires, Argentina, 1864 - 14 de outubro de 1919) foi um compositor, cantor e guitarrista argentino.
Precursor do tango argentino e para muitos pesquisadores o seu primeiro compositor. Desempenhou diversas atividades: retalhador, jornalista, tipógrafo, palhaço, cantor e ator.
Nos cafés e dancings de Buenos Aires, especialmente na Boca lançou suas primeiras músicas, sempre triunfando como uma das mais destacadas personalidades portenhas, tanto que 1907, vai para a França sob contrato. Foi muito provavelmente o primeiro letrista do tango. Seu tango mais famoso é o El Choclo, que atravessou o mundo,e que em 1947 ganhou letra de Discépolo e Marambio Catán.
Composições:
- El porteñito
- El esquinazo
- El presumido
- La paloma
- Una fija
- El torito
- Cantar eterno (cantado por Carlos Gardel)
- La Bicicleta